# Asian Women's Sevens Championship 2010
El Asian Women's Sevens Championship (Campeonato Femenino de rugby 7 de Asia) de 2010 fue la decimoprimera edición del torneo femenino de rugby 7 de la confederación asiática.

## Posiciones

### Grupo A
| Equipo    | Encuentros | Encuentros | Encuentros | Encuentros | Tantos  | Tantos    | Tantos     | Puntos |
| Equipo    | jugados    | ganados    | empatados  | perdidos   | a favor | en contra | diferencia | Puntos |
| --------- | ---------- | ---------- | ---------- | ---------- | ------- | --------- | ---------- | ------ |
| China     | 2          | 2          | 0          | 0          | 75      | 7         | +68        | 6      |
| Hong Kong | 2          | 1          | 0          | 1          | 38      | 39        | -1         | 4      |
| Filipinas | 2          | 0          | 0          | 2          | 38      | 67        | -29        | 2      |

### Grupo B
| Equipo        | Encuentros | Encuentros | Encuentros | Encuentros | Tantos  | Tantos    | Tantos     | Puntos |
| Equipo        | jugados    | ganados    | empatados  | perdidos   | a favor | en contra | diferencia | Puntos |
| ------------- | ---------- | ---------- | ---------- | ---------- | ------- | --------- | ---------- | ------ |
| Tailandia     | 2          | 2          | 0          | 0          | 73      | 0         | +73        | 6      |
| Taiwán        | 2          | 1          | 0          | 1          | 52      | 26        | +26        | 4      |
| Corea del Sur | 2          | 0          | 0          | 2          | 0       | 99        | -99        | 2      |

### Grupo C
| Equipo     | Encuentros | Encuentros | Encuentros | Encuentros | Tantos  | Tantos    | Tantos     | Puntos |
| Equipo     | jugados    | ganados    | empatados  | perdidos   | a favor | en contra | diferencia | Puntos |
| ---------- | ---------- | ---------- | ---------- | ---------- | ------- | --------- | ---------- | ------ |
| Kazajistán | 2          | 2          | 0          | 0          | 70      | 0         | +70        | 6      |
| Singapur   | 2          | 1          | 0          | 1          | 43      | 34        | +9         | 4      |
| India      | 2          | 0          | 0          | 2          | 0       | 79        | -79        | 2      |

### Grupo D
| Equipo     | Encuentros | Encuentros | Encuentros | Encuentros | Tantos  | Tantos    | Tantos     | Puntos |
| Equipo     | jugados    | ganados    | empatados  | perdidos   | a favor | en contra | diferencia | Puntos |
| ---------- | ---------- | ---------- | ---------- | ---------- | ------- | --------- | ---------- | ------ |
| Japón      | 3          | 3          | 0          | 0          | 123     | 12        | +11        | 9      |
| Uzbekistán | 3          | 2          | 0          | 1          | 53      | 27        | +26        | 7      |
| Malasia    | 3          | 1          | 0          | 2          | 19      | 87        | -68        | 5      |
| Laos       | 3          | 0          | 0          | 3          | 5       | 74        | -69        | 3      |

### Copa de oro
|  | Cuartos de final | Cuartos de final | Cuartos de final |            |            | Semifinales | Semifinales | Semifinales |  |       | Copa  | Copa | Copa |  |
|  |                  |                  |                  |            |            |             |             |             |  |       |       |      |      |  |
|  |                  |                  |                  |            |            |             |             |             |  |       |       |      |      |  |
|  | China            | China            | 24               |            |            |             |             |             |  |       |       |      |      |  |
|  | China            | China            | 24               |            |            |             |             |             |  |       |       |      |      |  |
|  | Uzbekistán       | Uzbekistán       | 0                |            |            |             |             |             |  |       |       |      |      |  |
|  | Uzbekistán       | Uzbekistán       | 0                |            | China      | China       | 19          |             |  |       |       |      |      |  |
|  |                  |                  |                  |            | China      | China       | 19          |             |  |       |       |      |      |  |
|  |                  |                  | Japón            | Japón      | 7          |             |             |             |  |       |       |      |      |  |
|  | Japón            | Japón            | Japón            | Japón      | 7          | 24          |             |             |  |       |       |      |      |  |
|  | Japón            | Japón            |                  |            |            |             |             |             |  |       |       |      |      |  |
|  | Hong Kong        | Hong Kong        | 0                |            |            |             |             |             |  |       |       |      |      |  |
|  | Hong Kong        | Hong Kong        | 0                |            |            |             |             |             |  | China | China | 26   |      |  |
|  |                  |                  |                  |            |            |             |             |             |  | China | China | 26   |      |  |
|  |                  |                  | Kazajistán       | Kazajistán | 10         |             |             |             |  |       |       |      |      |  |
|  | Kazajistán       | Kazajistán       | Kazajistán       | Kazajistán | 10         | 36          |             |             |  |       |       |      |      |  |
|  | Kazajistán       | Kazajistán       |                  |            |            |             |             |             |  |       |       |      |      |  |
|  | Taiwán           | Taiwán           | 0                |            |            |             |             |             |  |       |       |      |      |  |
|  | Taiwán           | Taiwán           | 0                |            | Kazajistán | Kazajistán  | 25          |             |  |       |       |      |      |  |
|  |                  |                  |                  |            | Kazajistán | Kazajistán  | 25          |             |  |       |       |      |      |  |
|  |                  |                  | Tailandia        | Tailandia  | 10         |             |             |             |  |       |       |      |      |  |
|  | Tailandia        | Tailandia        | Tailandia        | Tailandia  | 10         | 45          |             |             |  |       |       |      |      |  |
|  | Tailandia        | Tailandia        |                  |            |            |             |             |             |  |       |       |      |      |  |
|  | Singapur         | Singapur         | 10               |            |            |             |             |             |  |       |       |      |      |  |
|  | Singapur         | Singapur         | 10               |            |            |             |             |             |  |       |       |      |      |  |
|  |                  |                  |                  |            |            |             |             |             |  |       |       |      |      |  |

| Bandera de la República Popular China |
| Campeón China                         |
| Tercer título                         |